# Теди Шерингам
Едвард Пoл Шерингем (рођен 2. априла 1966) јесте енглески фудбалски тренер и бивши играч.
Шерингем је играо као нападач (углавном као други нападач) у 24-годишњој професионалној каријери. Шерингем је каријеру започео у Милволу, где је постигао 111 голова између 1983. и 1991. године и други је најбољи клупски стрелац свих времена. Напустио је клуб да би се придружио прволигашу Нотингем Форесту. Годину дана касније, Шерингем је постигао први Форестов гол у Премијер лиги. Затим је прешао у Тотенхем хотспер. После пет сезона, Шерингем се придружио Манчестер јунајтеду. Са Црвеним ђаволима је освојио три титуле у Премијер лиги, један ФА куп, једну Лигу шампиона, Интерконтинентал куп и ФА Черити шилд. Године 2001. проглашен је за играча године у избору ПФА и за фудбалера године у избору ФВА. Врхунац његове каријере дошао је када је постигао изједначење и кад је асистирао за победнички гол Манчестер јунајтеда у финалу Лиге шампиона 1999. против Бајерн Минхена, где су оба гола су постигнута у судијској надокнади.
Након одласка из Манчестер јунајтеда, на крају сезоне 2000/01, Шерингем се поново придружио Тотенхем хотсперу. Са Тотенхемом је изгубио у финалу Купа фудбалске лиге 2001/02. Провео је једну сезону у новопромовисаном Портсмуту. За Портсмут је постигао историјски први гол у Премијер лиги, пре него што се придружио Вест Хем јунајтеду. Вест Хему је помогао да стекне промоцију из Чемпионшипа 2004/05. Следеће сезоне, Шерингем је играо за Вест Хем у финалу ФА купа 2006. и тако је постао трећи најстарији играч који се појавио у финалу ФА купа.
Шерингем је тренутно једанаести најбољи стрелац у историји Премјиер лиге са 146 датих голова. Такође је деветнаести играч који је највише пута играо у такмичењу. Држи рекорд као најстарији играч који је био на терену на мечу Премијер лиге (40 година, 272 дана). Најстарији је играч који је постигао погодак на мечу Премијер лиге (40 година, 268 дана).
Шерингем је 51 пут наступио за фудбалску репрезентацију Енглеске, притом постигавши 11 голова. Играо је на светским првенствима 1998. и 2002. године, као и на Европском првенству 1996. године.
Шерингем се повукао из такмичарског фудбала на крају сезоне 2007/08. са Колчестер јунајтедом, у 42. години. Од тада води друголигашки клуб Стивениџ и индијски АТК.

## Клупска каријера

### Милвол
Шерингам је започео професионалну каријеру у Милволу 1982. године са 16 година, након што је импресионирао извиђача док је играо за нелигашки клуб Лејтонстон &Илфорд током утакмице омладинске екипе против Милвола. Потписао је уговор, у почетку као приправник и постигао је гол тек у другом наступу за клуб, у мечу на гостовању у Борнмуту у јануару 1984. Након што га је клуб два пута позајмио 1985. године Алдершоту, а касније и шведском Јургордену, брзо је постао члан прве селекције у Милволу и током касних 1980-их основао је успешно партнерство са Тонијем Каскарином. Био је најбољи стрелац клуба у четири сезоне (1986–87, 1987–88, 1988–89 и 1990–91) и играо је два пута у свакој утакмици сезоне, 1986–87 и 1990–91.
У сезони 1987–88. клуб је први пут промовисан у Прву лигу, тада највиши ранг фудбала енглеске лиге. Шерингам је постигао први гол у првој домаћој утакмици Мивола у првој лиги. Милвол је на кратко био на врху табеле почетком октобра 1988. године, а голови Шерингама (15) и Каскарина (15) одржали су Милвол у првој четворки током већег дела сезоне пре него што је пао после Ускрса и завршио на 10. позицији. Шерингам је у својој аутобиографији рекао: „Било је то лудо узбудљиво време. Ту смо били, мали Милвол, у нашој првој сезони у Првој лиги и били смо на врху табеле отприлике до марта. Сви су говорили да то не може потрајати и наравно да није могло и није, али смо их све натерали да се боре за своје место. Побеђивали смо најбоље тимове кад не бисмо смели и извлачили се нерешено на које нисмо имали право.“
Милволова чаролија у првом лету није могла да потраје јер су испали у наредној сезони, завршивши поново на дну Дивизије након кратког врха на табели почетком сезоне. Шерингам је поново био најбољи стрелац Милвола са дванаест голова, пропустивши десет лигашких утакмица због повреде. Клуб је имао прилику да се поврати на врх на крају сезоне 1990–91, стигавши до полуфинала плеј-офа Дивизије 2, али су потучени од стране Брајтон & Хоув Албиона и остали у Другој лиги. Шерингамова изванредна форма током сезоне 1990–91 довела га је до најбољег стрелца лиге са 37 голова, преокретом који је укључивао четири хет-трика. Како се Милвол није успео вратити на врх лиге, одлазак за Шерингама изгледао је неизбежно. У својој последњој сезони у Милволу, Шерингам је оборио све клупске рекорде у постизању голова, постигавши укупно 111 голова у свим такмичењима за својих осам година у клубу. До 2009. био је водећи стрелац Милвола.

### Нотингем Форест
25-годишњи Шерингем продат је Нотинем Форесту по уговору вредном 2 милиона £ у јулу 1991. године  да би играо заједно са Најџелом Клофом. Добро се снашао у Форесту и помогао им да заврше на осмом месту у Првој лиги на крају сезоне 1991–92, као и да дођу до финала Лига купа, где су изгубили од Манчестер јунајтеда. Шерингам је постигао први Форестов гол у Премијер-лиги против Ливерпула у августу 1992. године (што је уједно био и први гол уживо приказан на Ски Спортсу), али недељу дана касније продат је Тотенхам хотсперу за 2,1 милиона £. Форест је најзад испао из дивизије током 1992–93, пошто није успео да адекватно замени Шерингама у нападу.

### Тотенем хотспер
Шерингам је успешно започео своју каријеру у клубу тако што је био први стрелац Премијер лиге у својој почетној сезони, постигавши 22 гола (21 са Тотенхамом и један са Форестом). Његови партнери у нападу на Вајт Харт Лејну били су Гордон Дјури, Рони Росентал, Јурген Клинсман и на крају Крис Армстронг. У периоду 1993–94. био је најбољи стрелац Тотенхама са 14 голова у Премијер лиги, али је играо у само 19 утакмица због повреде и то је негативно утицало на пласман Тотенхама у лиги. Спурси су завршили на 15. месту и нису били потпуно сигурни од испадања до претпоследње утакмице у сезони. Од тада нису завршили ниже од овог.
Следећа сезона била је боља, јер је помогао Спурсима да заврше на седмом месту у Премијер лиги и дођу до полуфинала ФА купа, за длаку пропустивши Европско првенство за сезону 1995–96.
Касније је цитиран Јирген Клинсман, који је са Шерингамом био партнер током сезоне 1994–95, који је тврдио да је Шерингам најинтелигентнији партнер у нападу кога је икада имао.
Шерингам је био изузетно популаран међу навијачима Тотенхама и средином 1990-их је био чврсто успостављен као један од најцењенијих нападача у Премиер лиги. Међутим, упркос својој плодној стопи штрајка до краја сезоне 1996–97, имао је 31 годину и још увек није освојио велики трофеј у каријери која је до сада трајала 15 година; многи стручњаци су сматрали да је дао свој максимум и вероватно ће завршити каријеру без већих почасти.

### Манчестер јунајтед
У јуну 1997, Шерингам је пристао да се придружи Манчестер јунајтеду за 3,5 милиона £. Потписан је да замени култног Ерика Кантону због чијег одласка су навијачи Олд Трафорда захтевали велико име да попуни празнину. Његова прва такмичарска утакмица за клуб била је против Челсија у ФА Чарити Шилд-у 1997, који је Јунајтед добио на пенале. Његов први прволигашки излазак био је против његових бивших послодаваца, Тотехама, на Вајт Харт Лејн-у. Током читаве утакмице, Шерингам је трпио подсмехе својих бивших навијача, које је љутила чињеница да је Шерингам оптужио Тотенхам за недостатак амбиције приликом његовог трансфера. У 60. минуту при резултату 0–0, Шерингам је промашио пенал, иако је завршио на победничкој страни, јер су два каснија гола Јунајтеду донела победу.
Шерингамова прва сезона на Олд Трафорду била је тешка - иако је постигао 14 голова у свим такмичењима, није испунио очекивања пошто је сезона 1997–98 завршена без титуле у лиги. Пред крај сезоне, током утакмице са Болтон Вандерерсима, догодио се инцидент који је појачао непријатељство са колегом нападачем Ендијем Колом. Када је Болтон постигао погодак, Шерингам је за то окривио Кола, свој партнера у нападу и Кол је после тога одбио да разговара с њим. Ова свађа никада није разрешена и, наводно, више никада нису проговорили. Ово је почело три године раније, 1995. године, када се Шерингам ругао Колу, док је овај наступио на својој првој међународној утакмици.
Спекулације да ће Шерингам напустити Јунајтед повећале су се непосредно након што је кренула сезона 1998–99, када се Двајт Јорк преселио на Олд Трафорд из Астон Виле. Јорк је одмах формирао плодно партнерство са Колом, када је Јунајтед покушао да поврати првенство лиге последњег дана сезоне. Шансе за први тим за Шерингхама биле су релативно ограничене, али је ипак успео да одигра довољно наступа да би се квалификовао за шампионску медаљу на крају сезоне - у 33. години освојио је свој први велики трофеј. Недељу дана касније сишао је са резервне клупе и постигао уводни гол Јунајтеда у поразу Њукасла од 2 : 0 у финалу ФА купа да би обезбедио дуплу круну. Четири дана након тријумфа ФА купа, Шерингам је постигао драматично изједначење током надокнаде времена против Бајерна из Минхена у финалу Лиге шампиона, пошто је раније ушао у игру као замена. Са преосталим секундама времена до краја, Оле Гунар Солшер је постигао погодак захваљујући додавању главом од Шерингама, а Јунајтед је са Шерингемом освојио троструку титулу Премијер лиге, ФА куп и Европски куп и Шерингам - који није освојио ниједну велику титулу у својој петнаестогодишњој каријери до напуштања Спурса - сада је освојио све трофеје највишег нивоа у енглеском фудбалу.
Шансе за први тим за Шерингама остале су ограничене током 1999–2000, али је и даље играо довољно пута да заслужи још једну медаљу за титулу у Премијер лиги. У периоду 2000–01, Јунајтед је обезбедио трећу узастопну титулу у лиги, с тим што је Шерингам постигао највише голова за Јунајтед и играо неке од најбољих утакмица у каријери. У априлу 2001. године, Удружење професионалних фудбалера и Удружење фудбалских новинара прогласили су га фудбалером године. Његова добра форма осигурала је да је и даље био у вези са репрезентацијом, упркос томе што је имао 35 година, и именован је у тим за Светско првенство 2002.

### Повратак у Тотенхем хотспер
На крају сезоне 2000–01, Шерингхаму је истекао четворогодишњи уговор на Олд Трафорду. Суочио се са јачом конкуренцијом него икад за места у нападу, највише од новог холандског нападача Јунајтеда Руда ван Нистелроја. Одбио је понуду Јунајтеда за 12-месечни уговор  и вратио се у Тотенхам са бесплатним трансфером као један од првих играча који су потписали уговор са новим менаџером Глен Худл-ом. У својој првој сезони, Шерингам је помогао Тотенхаму да заврши на деветом месту, највишем у клубу у последњих 6 година, и да стигне до финала Лиге купа где су изгубили 2:1 од Блекберн Роверс-а, док је Шерингам срушен у казненом простору у последњем минуту за, како је веровао, пенал. 2002–03 донели су сличан завршетак на средини табеле, иако је Тотенхам био на врху Премијер лиге три утакмице у сезони. Шерингам је у овом периоду за Тотенхам играо 80 наступа у свим такмичењима, постигавши 26 голова.
Шерингам и Клајв Ален примљени су у Кућу славних Тотенхам хотспера 8. маја 2008.

### Портсмут
По истеку уговора са Тотенхамом на крају сезоне 2002–2003, Тотенхам је одлучио да не понуди Шерингаму нови уговор, и он се придружиоПортсмуту у њиховој првој сезони у Премиер лиги. Шерингам је постао најстарији играч Премијер лиге који је постигао хет-трик када је рано у сезони постигао три поготка против Болтона. Упркос томе, уговор је добио са клубом на само једну сезону и, упркос постигнутом голу у последњој утакмици (победа од 5-1 над Мидлсбро-ом са већ сигурним клубом у врху), на крају сезоне 2003/04, Портсмут је одлучио да 38-годишњем нападачу не понуди нови уговор, али Шерингам је инсистирао да жели да настави каријеру у другом клубу. Шерингам је за Портсмут уписао 38 наступа, постигавши десет голова.

### Вест Хем јунајтед
Шерингам је затим у дивизији прешао у Вест Хем јунајтед у Чемпионшип, и био трећи стрелац дивизије са 20 голова (21 у свим такмичењима) - једна од најбољих сезона у каријери. Освојио је награду Играч Сезоне Шампионске лиге, и помогао је Чекићима да дођу до финала плеј-офа шампионата фудбалске лиге 2005. године, где су победили Престон Норт Енд и вратили се у Премијер лигу после две сезоне у Шампионској фудбалској лиги. На крају 2004-05 сезоне, једногодишњи уговор за Шерингама је истекао и он је пристао да потпише за још једну сезону, овај пут поново у Премијер лиги, на Аптон Парку. После наступа у другом полувремену против Чарлтон Атлетика 2. априла 2006, Шерингам се придружио малој групи фудбалера, укључујући Леса Силија, Џона Буриџа, Гордона Стракана и касније Рајана Гигса, који су играли фудбал врхунског квалитета током својих 40-их. 19. августа 2006, постао је најстарији теренски играч у историји дивизије, са 40 година и 139 дана. Шерингам је потписао уговор да игра за Вест Хем до краја сезоне 2006–07, и био је играч клуба после свог 41. рођендана. 13. маја 2006. године, Шерингам је постао трећи најстарији играч који се појавио у финалу ФА купа са 40 година и 41 дан. Утакмица се завршила 3–3, Ливерпул је освојио трофеј у извођењу пенала. Шерингам је био једини играч Вест Хема који је реализовао ударац, пошто је Ливерпул добио на пенале са 3-1. 26. децембра 2006, у доби од 40 година и 266 дана, оборио је сопствени рекорд за најстаријег стрелца Премијер лиге, голом у поразу од Портсмута са 2: 1. 30. децембра 2006, још једном је оборио рекорд најстаријег спољног играча Премијер лиге, играјући у поразу од 1: 0 против Манчестер Ситија, стар 40 година и 270 дана. Шерингам се такође појавио на 11 утакмица ФА купа, Лига купа и УЕФА купа за Вест Хем, постигавши два гола.

### Колчестер јунајтед
Након што га је Вест Хам отпустио, Шерингам је потписао за Колчестер јунајтед у јулу 2007. године и добио је мајицу са бројем 8. Започео је прву утакмицу у сезони Колчестер-а, у гостима код Шефилд јунајтеда, и постигао први гол у нерешеном резултату 2: 2 против Барнсли-ја недељу дана касније. 7 дана касније поново је постигао гол, у победи од 3: 0 на Престон Норт Енду. Управо одслуживши три меча суспензије након искључења против Ковентрија, Шерингам је још једном био међу стрелцима у Колчестер-овој победи од 2: 1 на Хилсбороу над Шефилд Венсдеј-ом. Постигао је свој четврти и последњи гол у Колчестеру у поразу на ФА Купу од Питерборо јунајтеда 5. јануара 2008. Шерингам је 2008. године уписао само 3 првенствена наступа, од којих је последњи одиграо против Стоук Сити-ја 26. априла 2008, последњу утакмицу на Лејер Роуду.
Док је био у Колчестеру, Шерингам је био најстарији играч у сва четири одељења Фудбалске лиге, а сада је део елитне листе играча који су у каријери остварили више од 700 лигашких наступа. Пензионисао се на крају сезоне 2007–08, а каријера је завршила на ниском нивоу када је Колчестер испао из Шампионске лиге - прво испадање клуба за 18 година.

## Међународна каријера
Нешто касни програмер на међународној сцени, Шерингам је играо своју прву утакмицу за репрезентацију Енглеске тек у 27. години, 1993. године. За време владавине менаџера Терија Венаблс-а (1994–96) Шерингам је постао омиљени нападач-партнер за Алана Ширера. Током овог времена, Енглеска је имала богатство нападача попут Ендруа Кола, Ијана Рајта, младог Роби Фаулера и Лес Фердинанда, који су се борили са партнером Ширером у енглеском тиму.
Њих двојица су створили чувено партнерство на међународном нивоу, јер су међусобно допуњавали снаге: Ширер, изванредни голгетер, крупан, снажан и моћан, Шерингам је само „одбацио“ свог ударног партнера, пронашао простор, створио игру и пружио кључ додавања, чинећи везу између Ширера и везног реда Енглеске. Упаривање је постало познато као „САС“ („енгл. Shearer and Sheringham“), а најуспешније заједничко дружење било им је на Европском првенству 1996. године, одржаном у Енглеској. Њихов најпознатији допринос био је у победи над Холандијом са 4: 1, утакмици у уводним групним фазама у којој су обојица два пута постигли погодак против једне од најјачих екипа на турниру. Иако је Енглеска на крају испала у полуфиналу, многи су веровали да је та екипа играча као што су Шерингам и његови савременици, укључујући Пола Гаскојна, Стива Макманамана, Тони Адамса и Пола Инса, учинила нацију поносном. У то време, екипа Енглеске такође је била критикована у медијима због учешћа у неколико инцидената ван терена током предизборног турнира, где су Шерингам, Макманаман и Гаскојн фотографисани како неумерено пију и играју игре пијења у "зубарској столици" и уништавају кабину прве класе лета Катеј Пацифика, што је лоше примљено у јавности.
Шерингам је наставио да буде први избор код новог менаџера Енглеске Глена Худла (1996–99) све док га појава нове тинејџерске супер звезде Мајкла Овена током 1998. године није засенила. Иако је Шерингам почео ФИФА-ин светски куп 1998. године као почетни играч са Овеном на клупи, након што га је Овен заменио и замало преокренуо пораз од Румуније у другој утакмици турнира у Енглеској, чинило се вероватним да је Шерингамова међународна каријера стигла до краја.
Тадашњи менаџер Кевин Киган уопште га није изабрао за европско првенство, али повлачење Ширера (упркос томе што је био четири године млађи од Шерингама) из међународног фудбала након тог турнира и долазак новог менаџера Свен-Јерана Ериксона 2001. године довели су до повратка у репрезентацију за њега. Често га је као тактичку замену ангажовао Ериксон, који ге је ценио због способности да држи лопту и ствара интелигентну игру. 2001. године, Шерингам је постигао важан погодак за Енглеску против Грчке у мечу квалификација за Светско првенство у року од 15 секунди након што је ушао као замена, иако је овај догађај засењен у 93. минуту изједначујућим слободним ударцем Дејвида Бекама.
Изабран је као део Ериксоновог тима за ФИФА-ин светски куп 2002, након што је импресионирао током сезоне 01–02 са својим клубом, и играо је у чувеној победи против Аргентине 1: 0, замало постигавши гол волејом који је аргентински голман једва одбранио и свој последњи наступ у Енглеској уписао као замена у поразу од Бразила у Јапану од 2–1. Његових дванаест наступа за Ериксона сви су били као замена.
У 36. години тај пораз наговестио је коначни крај Шерингамове међународне каријере, током које је одиграо педесет једну утакмицу и једанаест пута постигао погодак за Енглеску.

## Стил игре
Свестрани нападач, Шерингам је био способан да игра као нападач, али и као пратећи нападач, захваљујући својој способности и да намешта и да постиже голове. Због своје визије, способности читања игре и кратке способности додавања, Шерингам је био способан да изигра другог нападача, у дубљој, креативној улози, где је служио као помоћник, посебно у каснијим годинама, надокнађујући изгубљени темпо и издржљивост. Такође је поседовао добру техничку способност и снагу горњег дела тела, што му је омогућило да задржи посед у казненом простору и придржава лопту када игра леђима до гола, а потом је отпушта саиграчима. Као центарфор у најбољим годинама, такође је био врло ефикасан и изузетно плодан, захваљујући својој прецизној завршној обради, сналажљивости у окружењу, интелигенцији и својој вештини у скоку, што му је омогућило да га сматрају једним од најбољих нападача Премијер лиге његове генерације.

## Покерашка каријера
По пензионисању из професионалног фудбала 2008. године, Шерингам је био запажена личност на светској покер сцени, играјући на разним такмичењима широм света. Завршио је на финалном столу на € 5,000 Но Лимит Холд'ем Маин Евенту у ЕПТ Виламоура, завршивши на 5. месту из поља од 384 играча, освојивши € 93,121.

## Тренерска каријера
У мају 2014. године, Шерингам је постављен за нападачког тренера Вест Хам Унитед-а. Заслужан је за промену стила игре Вест Хема која је довела до низа добрих утакмица на почетку сезоне 2014–15, чиме је нападач Диафра Сакхо зарадио награду за играча месеца у Премиер лиги за октобар 2014.
Дана 21. маја 2015. године, Шерингам је именован за своју прву менаџерску улогу, преузевши дужност Стевенаге-а из друге лиге, заменивши Грахама Вестлија. Са клубом који се бори са повредама, регистровао се као играч, стар 49 година, за утакмицу Хертс Сениор Купа против Велвин Гарден Ситија у новембру те године, али није играо. Отпуштен је 1. фебруара 2016. године, док је клуб на 19. месту у лиги сакупио само три бода из претходних осам мечева.
Дана 14. јула 2017. године, Шерингам је именован за новог главног тренера индијског суперлигашког клуба АТК. 24. јануара 2018. године, АТК-а је отпустио Шерингама након победе у само три од његових десет утакмица задужених за одећу засновану на Колкати. 

## Лични живот
Шерингамов син Чарли, рођен 1988. године, такође је професионални фудбалер. Њих двојица су заједно учествовали у извлачењу жреба трећег кола ФА купа у децембру 2013. Шерингам има још двоје деце са Кристином Андриотис, са којом се оженио 2016. Раније у животу забављао се са манекенкама Данијела Лојд и Кејти Прајс.
Године 2020. Шерингам се такмичио у првој сезони британског ријалитија Маскирани певач.

## Статистика каријере
| Клуб                  | Сезона            | Лига              | Лига     | Лига   | Национални куп | Национални куп | Лига куп | Лига куп | Европа   | Европа | Остало   | Остало | Укупно   | Укупно |
| Клуб                  | Сезона            | Ранг такмичења    | Утакмица | Голова | Утакмица       | Голова         | Утакмица | Голова   | Утакмица | Голова | Утакмица | Голова | Утакмица | Голова |
| --------------------- | ----------------- | ----------------- | -------- | ------ | -------------- | -------------- | -------- | -------- | -------- | ------ | -------- | ------ | -------- | ------ |
| Милвол                | 1983/84.          | Трећа дивизија    | 7        | 1      | 0              | 0              | 0        | 0        | —        | —      | 3        | 1      | 10       | 2      |
| Милвол                | 1984/85.          | Трећа дивизија    | 0        | 0      | 0              | 0              | 1        | 0        | —        | —      | —        | —      | 1        | 0      |
| Милвол                | 1985/86.          | Друга дивизија    | 18       | 4      | 0              | 0              | 0        | 0        | —        | —      | 0        | 0      | 18       | 4      |
| Милвол                | 1986/87.          | Друга дивизија    | 42       | 13     | 3              | 0              | 3        | 2        | —        | —      | 2        | 1      | 50       | 16     |
| Милвол                | 1987/88.          | Друга дивизија    | 43       | 22     | 1              | 0              | 4        | 0        | —        | —      | 3        | 2      | 51       | 24     |
| Милвол                | 1988/89.          | Прва дивизија     | 33       | 11     | 2              | 1              | 3        | 3        | —        | —      | 2        | 0      | 40       | 15     |
| Милвол                | 1989/90.          | Прва дивизија     | 31       | 9      | 3              | 2              | 3        | 1        | —        | —      | 0        | 0      | 37       | 12     |
| Милвол                | 1990/91.          | Друга дивизија    | 46       | 33     | 3              | 2              | 3        | 2        | —        | —      | 3        | 1      | 55       | 38     |
| Милвол                | Укупно            | Укупно            | 220      | 93     | 12             | 5              | 17       | 8        | —        | —      | 13       | 5      | 262      | 111    |
| Алдершот (позајмица)  | 1984/85.          | Четврта дивизија  | 5        | 0      | —              | —              | —        | —        | —        | —      | 1        | 0      | 6        | 0      |
| Јургорден (позајмица) | 1985.             | Дивизија 2 Нора   | 21       | 13     | —              | —              | —        | —        | —        | —      | —        | —      | 21       | 13     |
| Нотингем Форест       | 1991/92.          | Прва дивизија     | 39       | 13     | 4              | 2              | 10       | 5        | —        | —      | 6        | 2      | 59       | 22     |
| Нотингем Форест       | 1992/93.          | Премијер лига     | 3        | 1      | —              | —              | —        | —        | —        | —      | —        | —      | 3        | 1      |
| Нотингем Форест       | Укупно            | Укупно            | 42       | 14     | 4              | 2              | 10       | 5        | —        | —      | 6        | 2      | 62       | 23     |
| Тотенхем хотспер      | 1992/93.          | Премијер лига     | 38       | 21     | 5              | 4              | 4        | 3        | —        | —      | —        | —      | 47       | 28     |
| Тотенхем хотспер      | 1993/94.          | Премијер лига     | 19       | 13     | 0              | 0              | 2        | 2        | —        | —      | —        | —      | 21       | 15     |
| Тотенхем хотспер      | 1994/95.          | Премијер лига     | 42       | 18     | 6              | 4              | 2        | 1        | —        | —      | —        | —      | 50       | 23     |
| Тотенхем хотспер      | 1995/96.          | Премијер лига     | 38       | 16     | 6              | 5              | 3        | 3        | 0        | 0      | —        | —      | 47       | 24     |
| Тотенхем хотспер      | 1996/97.          | Премијер лига     | 29       | 7      | 0              | 0              | 3        | 1        | —        | —      | —        | —      | 32       | 8      |
| Тотенхем хотспер      | Укупно            | Укупно            | 166      | 75     | 17             | 13             | 14       | 10       | 0        | 0      | —        | —      | 197      | 98     |
| Манчестер јунајтед    | 1997/98.          | Премијер лига     | 31       | 9      | 3              | 3              | —        | —        | 7        | 2      | 1        | 0      | 42       | 14     |
| Манчестер јунајтед    | 1998/99.          | Премијер лига     | 17       | 2      | 4              | 1              | 1        | 1        | 4        | 1      | 1        | 0      | 27       | 5      |
| Манчестер јунајтед    | 1999/00.          | Премијер лига     | 27       | 5      | —              | —              | 0        | 0        | 9        | 1      | 5        | 0      | 41       | 6      |
| Манчестер јунајтед    | 2000/01.          | Премијер лига     | 29       | 15     | 2              | 1              | 0        | 0        | 11       | 5      | 1        | 0      | 43       | 21     |
| Манчестер јунајтед    | Укупно            | Укупно            | 104      | 31     | 9              | 5              | 1        | 1        | 31       | 9      | 8        | 0      | 153      | 46     |
| Тотенхем хотспер      | 2001/02.          | Премијер лига     | 34       | 10     | 2              | 1              | 6        | 2        | —        | —      | —        | —      | 42       | 13     |
| Тотенхем хотспер      | 2002/03.          | Премијер лига     | 36       | 12     | 1              | 0              | 1        | 1        | —        | —      | —        | —      | 38       | 13     |
| Тотенхем хотспер      | Укупно            | Укупно            | 70       | 22     | 3              | 1              | 7        | 3        | —        | —      | —        | —      | 80       | 26     |
| Портсмут              | 2003/04.          | Премијер лига     | 32       | 9      | 3              | 1              | 3        | 0        | —        | —      | —        | —      | 38       | 10     |
| Вест Хем јунајтед     | 2004/05.          | Чемпионшип        | 33       | 20     | 2              | 1              | 1        | 0        | —        | —      | 0        | 0      | 36       | 21     |
| Вест Хем јунајтед     | 2005/06.          | Премијер лига     | 26       | 6      | 4              | 1              | 1        | 0        | —        | —      | —        | —      | 31       | 7      |
| Вест Хем јунајтед     | 2006/07.          | Премијер лига     | 17       | 2      | 1              | 0              | 1        | 0        | 1        | 0      | —        | —      | 20       | 2      |
| Вест Хем јунајтед     | Укупно            | Укупно            | 76       | 28     | 7              | 2              | 3        | 0        | 1        | 0      | 0        | 0      | 87       | 30     |
| Колчестер јунајтед    | 2007/08.          | Чемпионшип        | 19       | 3      | 1              | 1              | 0        | 0        | —        | —      | —        | —      | 20       | 4      |
| Укупно у каријери     | Укупно у каријери | Укупно у каријери | 755      | 288    | 56             | 30             | 55       | 27       | 32       | 9      | 28       | 7      | 926      | 361    |

1. ↑  Једна утакмица у УЕФА суперкупу, једна у ФА Черити шилду, једна у Интерконтиненталном купу, два на Светском клупском првенству
2. ↑  Утакмице у Купу УЕФА

### Репрезентација
| Енглеска репрезентација |          |        |
| Година                  | Утакмица | Голови |
| 1993                    | 2        | 0      |
| 1994                    | 3        | 0      |
| 1995                    | 7        | 2      |
| 1996                    | 9        | 3      |
| 1997                    | 8        | 3      |
| 1998                    | 8        | 1      |
| 1999                    | 1        | 0      |
| 2000                    | 1        | 0      |
| 2001                    | 4        | 2      |
| 2002                    | 8        | 0      |
| Укупно                  | 51       | 11     |

#### Голови за репрезентацију
Резултати утакмица прво наводе поготке за Енглеску.
| #  | Датум              | Место                                    | Cap | Противник   | Голови | Резултат | Такмичење                                |
| -- | ------------------ | ---------------------------------------- | --- | ----------- | ------ | -------- | ---------------------------------------- |
| 1  | 8. јун1995.        | Еланд роуд, Лидс, УК                     | 8   | Шведска     | 1 : 2  | 3 : 3    | Умбро куп                                |
| 2  | 15. новембар 1995. | Вембли стадион, Лондон, УК               | 12  | Швајцарска  | 2 : 0  | 3 : 1    | Пријатељска                              |
| 3  | 18. јун 1996.      | Вембли стадион, Лондон, УК               | 18  | Холандија   | 2 : 0  | 4 : 1    | Европско првенство 1996.                 |
| 4  | 18. јун 1996.      | Вембли стадион, Лондон, УК               | 18  | Холандија   | 4 : 0  | 4 : 1    | Европско првенство 1996.                 |
| 5  | 9. новембар 1996.  | Борис Паихадзе стадион, Тбилиси, Грузија | 21  | Грузија     | 1 : 0  | 2 : 0    | Квалификације за Светско првенство 1998. |
| 6  | 29. март 1997.     | Вембли стадион, Лондон, УК               | 22  | Мексико     | 1 : 0  | 2 : 0    | Пријатељска                              |
| 7  | 30. април 1997.    | Вембли стадион, Лондон, УК               | 23  | Грузија     | 1 : 0  | 2 : 0    | Квалификације за Светско првенство 1998. |
| 8  | 31. мај 1997.      | Стадион Шлески, Хоржов, Пољска           | 25  | Пољска      | 2 : 0  | 2 : 0    | Квалификације за Светско првенство 1998. |
| 9  | 22. април 1998.    | Стадион Вембли, Лондон, УК               | 32  | Португалија | 2 : 0  | 3 : 0    | Пријатељска                              |
| 10 | 25. мај 2001.      | Прајд парк, Дерби, УК                    | 41  | Мексико     | 4 : 0  | 4 : 0    | Пријатељска                              |
| 11 | 6. октобар 2001.   | Олд трафорд, Манчестер, УК               | 42  | Грчка       | 1 : 1  | 2 : 2    | Квалификације за Светско првенство 2002. |